# Han tror han är bäst
Han tror han är bäst är en svensk dokumentärfilm från 2011 i regi av Maria Kuhlberg.
Filmen skildrar en familj som emigrerade till Sverige från Italien efter andra världskriget. Familjens historia i Sverige är turbulent och i centrum står två bröders 50 år långa konflikt, vilken har gjort att de inte har träffats på tretton år.
Han tror han är bäst producerades av Stina Gardell och fotades av Eric Börjesson, Lukas Eisenhauer, Iván Blanco och Martina Iverus. Musiken komponerades av Kalle Bäccman och filmen klipptes av Andreas Jonsson. Den premiärvisades 10 mars 2011 på Tempo dokumentärfestival i Stockholm och hade biopremiär 5 oktober samma år. Sveriges Television visade filmen två gånger 2011-2012 i en nedkortad version.
Vid Prix Italia 2012 belönades filmen med pris för bästa dokumentär och vid European Broadcasting Festival i Berlin samma år fick filmen motta ett "Special Commendation".